# Criscia stricta
Criscia stricta là một loài thực vật có hoa trong họ Cúc. Loài này được (Spreng.) Katinas mô tả khoa học đầu tiên năm 1994.